# Робърт Джонсън
Робърт Джонсън (на английски: Robert Johnson) е американски блус музикант, китарист и певец, чието тайнствено фалцетно пеене и майсторско владеене на слайд-китарата вдъхновяват, както съвременницете му, така и следващите поколения блус и рок музиканти.

## Биография
Роден в многодетно семейство на събирачи на памук, Джонсън израства в Мемфис, Тенеси и близо до Робинзънвил, Мисисипи. Той се научава да свири на хармоника, а впоследствие и на китара, повлиян, както от записите, така и от личните си контакти с Еди „Сон“ Хаус, Чарли Патън, Уили Браун и други известни блусмени от Делтата на Мисисипи. Той пътува често до Мисисипи, Арканзас, Тексас и Тенеси, както и до Чикаго и Ню Йорк, за да свири по домашни партита, в евтини ресторанти с дансинги и по улиците.
Джонсън сключва брак с Вирджиния Травис в Пентън, Мисисипи през февруари 1929, като младоженците делят общ дом със семейството на по-възрастната заварена сестра на Джонсън. Съпругата му забременява, но трагедия прекъсва краткия им семеен живот – Вирджиния и бебето умират при раждането през 1930, като тя е само на 16 години.
Джонсън се оженва повторно през май 1931 за значително по-възрастната от него Калета „Кели“ Крафт, като двамата пазят брака си в тайна от всички. В този период Джонсън усъвършенства активно свиренето на китара като попива знания от блус-изпълнителя Айк Цинерман.
Джонсън се установява в малкото градче Хелена, Арканзас. През годините, в Хелена свирят редица големи имена на блуса като Съни Бой Уилямсън II, Мемфис Слим, Джони Шайнз, Хаулин Уулф, Калвин Фрейзър, Елмор Джеймз.
В началото на 30-те години Робърт и Кели се разделят. Джонсън обикаля активно страната и свири в десетки градове.
Робърт Джонсън бил особено предпазлив по отношение на музикантите, проявяващи интерес към стила му на свирене – все пак това било средството му за препитание и той не бил склонен да го споделя с всеки. Случвало се, ако някой прекалено се заглеждал в китарата му, да прекъсне по средата изпълнението си и с някое неясно обяснение да напусне помещението, а след това да изчезне от града с месеци. Дори, според някои последни проучвания, Джонсън имал особен метод за настройка на китарата си, който не споделял дори с учениците си.
От 1932 до смъртта си през 1938 г., Джонсън живее по начин, който затруднява проследяването на личния му и творчески път. Той често пътува между големите центрове Мемфис, Хелена, Арканзас, както и между по-малките градове около Делтата на Мисисипи и съседните райони на Мисисипи и Арканзас. В някои случаи той пътува много по-далеч. Заедно с приятеля си и партньор в музиката Джони Шайнз пътуват до Чикаго, Тексас, Ню Йорк, Кентъки, Индиана. Дейвид „Хънибой“ Едуардс споделя с него музикален ангажимент в Сейнт Луис. На много места той отсяда при някои от членовете на многобройното си семейство или при любовници. Той не се жени отново, но изгражда някои дългосрочни взаимоотношения с жени, при които се връща периодично. Една от тях е Естела Колман, майката на музиканта Робърт Локууд Дж. На други места той остава при жена, с която се е запознал още при първото му участие. Много често домакините на Джонсън са в неведение за живота му извън града. Той използва различни имена на различните места, в които остава. Дори и тези, които са пътували с него от място на място не винаги са знаели подробности около личния му живот. Джони Шайнз и Робърт Локууд са пътували с него в редица случаи, но спомените им са различни и понякога противоречиви.
Пътувайки непрекъснато и свирейки на различни места, Джонсън се научава да свири почти всичко, което му поръчва публиката и по принуда включва в репертоара си, освен блус, всички модерни за времето си стилове като хилбили, полка, балади и т.н. Благодарение на това, той развива особен талант – да запаметява от един път някоя мелодия и по-късно да я извири и изпее с невероятна точност.
В периода 1936 – 37 прави серия записи в Сан Антонио и Далас. Репертоарът му включва няколко блус-песни на Сон Хаус и др., но авторските Me and the Devil Blues, Hellhound on My Trail, Love in Vain, Rambling on My Mind и др. са истински завладяващите му произведения.
Записите, и особено песента „Terraplane Blues“, донасят на Робърт Джонсън допълнителна слава, нови ангажименти и увеличават благосъстоянието му. Заедно с Джони Шайнз и Калвин Фрейзър напускат Хелена, Арканзаз и заминават за Чикаго през Сейнт Луйз. Калвин Фрейзър имал и друга основателна причина да напусне района – бил застрелял двама души в Арканзас. В Сейнт Луйз, Джонсън се запознава с големите местни блус-изпълнители Пийти Уитстоу, Хенри Тоунсенд, Роозвелт Сайкс, Теди Дарби.
В последната година от живота си Джонсън не спира пътуванията и изявите си, но вече със съпровождаща група – пианист и барабанист.
Робърт Джонсън умира на 16 август 1938 г. на 27-годишна възраст, вероятно отровен със стрихнин от ревнив съпруг.

## Песни
- 32 – 20 Blues
- Come On In My Kitchen (две версии)
- Cross Road Blues (две версии)
- Dead Shrimp Blues
- Drunken Hearted Man (две версии)
- From Four Till Late
- Hellhound On My Trail
- Honeymoon Blues
- I'm A Steady Rollin' Man
- I Believe I'll Dust My Broom
- If I Had Possession Over Judgment Day
- Kind Hearted Woman Blues (две версии)
- Last Fair Deal Gone Down
- Little Queen Of Spades (две версии)
- Love In Vain (две версии)
- Malted milk
- Me And The Devil Blues (две версии)
- Milk cow's Calf Blues (две версии)
- Phonograph Blues (две версии)
- Preachin' Blues (Up Jumped The Devil)
- Rambling On My Mind (две версии)
- Stones In My Passway
- Stop Breakin' Down Blues (две версии)
- Sweet Home Chicago
- Terraplane Blues
- They're Red Hot
- Traveling Riverside Blues (две версии)
- Walkin' Blues
- When You Got A Good Friend (две версии)